# Liste der Biografien/Schwi
Liste der Biografien |
Portal Biografien |
Personensuche
# |
A |
B |
C |
D |
E |
F |
G |
H |
I |
J |
K |
L |
M |
N |
O |
P |
Q |
R |
S |
T |
U |
V |
W |
X |
Y |
Z |
?
 
Sa |
Sb |
Sc |
Sd |
Se |
Sf |
Sg |
Sh |
Si |
Sj |
Sk |
Sl |
Sm |
Sn |
So |
Sp |
Sq |
Sr |
Ss |
St |
Su |
Sv |
Sw |
Sy |
Sz
 
Sca–Sce |
Sch |
Sci–Scz
 
Scha |
Schc |
Schd |
Sche |
Schg |
Schi |
Schj |
Schk |
Schl |
Schm |
Schn |
Scho |
Schp |
Schr |
Schs |
Scht |
Schu |
Schv |
Schw |
Schy
 
Schwa |
Schwe |
Schwi |
Schwo |
Schwu |
Schwy
Die Liste der Biografien führt alle Personen auf, die in der deutschsprachigen Wikipedia einen Artikel haben. Dieses ist eine Teilliste mit 265 Einträgen von Personen, deren Namen mit den Buchstaben „Schwi“ beginnt.

## Schwi

### Schwib
- Schwibach, Armin (* 1964), deutscher Vatikanist
- Schwibach, Jakob (1930–2005), deutscher Chemiker und Beamter
- Schwibbe, Gudrun (* 1952), deutsche Psychologin, Anthropologin und Hochschullehrerin
- Schwibbe, Michael (* 1948), deutscher Psychologe und Kulturanthropologe

### Schwic
- Schwicheldt, Hans von († 1406), Adliger aus der Familie von Schwicheldt
- Schwichow, Alexa von (* 1975), deutsche Judoka
- Schwichow, Ernst Michael von (1759–1823), preußischer Festungskommandant von Minden
- Schwichow, Friedrich Ernst August von (1798–1868), deutscher Landstallmeister
- Schwichtenberg, Bernhard (1938–2023), deutscher Künstler und Hochschullehrer
- Schwichtenberg, Günter (* 1942), deutscher Physiker und Hochschullehrer
- Schwichtenberg, Hans (1910–1991), deutscher Politiker (SPD), MdL
- Schwichtenberg, Helmut (* 1942), deutscher mathematischer Logiker
- Schwichtenberg, Holger (* 1972), deutscher Autor von EDV-Büchern
- Schwichtenberg, Ingo (1965–1995), deutscher Schlagzeuger der Power-Metal-Band Helloween
- Schwichtenberg, Martel (1896–1945), deutsche Malerin und Grafikerin
- Schwichtenberg, Tina (* 1944), deutsche Bildhauerin
- Schwick, Hans Gerhard (1928–2015), deutscher Biologe und Mediziner
- Schwick, Hans-Hermann (* 1947), deutscher Jurist, Präsident DSC Arminia Bielefeld
- Schwickart der Jüngere von Sickingen († 1478), Amtmann des kurpfälzischen Amtes Bretten
- Schwicker, Johann Heinrich (1839–1902), deutsch-ungarischer Historiker und Politiker
- Schwickerath, Dany (* 1969), deutscher Jazzgitarrist
- Schwickerath, Eberhard (1856–1940), deutscher Chorleiter, Jurist und Hochschullehrer
- Schwickerath, Matthias (1892–1974), deutscher Botaniker
- Schwickerath, Peter (* 1942), deutscher Bildhauer
- Schwickert, Achim (* 1962), deutscher Politiker (CDU)
- Schwickert, Axel (* 1962), deutscher Wirtschaftswissenschaftler
- Schwickert, Barbara (* 1964), Schweizer Politikerin (Grüne)
- Schwickert, Engelhard Benjamin (1741–1825), deutscher Verleger
- Schwickert, Gerd (1949–2022), deutscher Fußballspieler und Fußballtrainer
- Schwickert, Klaus (1931–2019), deutscher Politiker (SPD), MdL

### Schwid
- Schwidden, Hermann (1882–1958), deutscher Verwaltungsjurist
- Schwidder, Werner (1917–1970), deutscher Psychoanalytiker und Psychosomatiker
- Schwidenkowa, Aljona (* 1998), russische Schauspielerin
- Schwiderek, Jan (* 1971), deutscher Reporter und Journalist
- Schwiderowski, Markus (* 1973), deutscher Fußballspieler
- Schwidetzky, Ilse (1907–1997), deutsche Anthropologin und Hochschullehrerin
- Schwidewski, Bernhard (1888–1966), deutscher Filmarchitekt und Bühnenbildner
- Schwidki, Denis Alexandrowitsch (* 1980), russisch-ukrainischer Eishockeyspieler
- Schwidler, Jewgeni Markowitsch (* 1964), US-amerikanisch-russischer Unternehmer und Oligarch
- Schwidrowski, Gerd (* 1947), deutscher Fußballspieler
- Schwidtmann, Heinz (1926–2001), deutscher Sportpädagoge und Hochschullehrer

### Schwie
- Schwiebert, Gustav (1894–1960), deutscher Politiker (NSDAP), MdR, MdL
- Schwiecker, Florian (* 1972), deutscher SchriftstellerFlorian Schwiecker (* 1972)

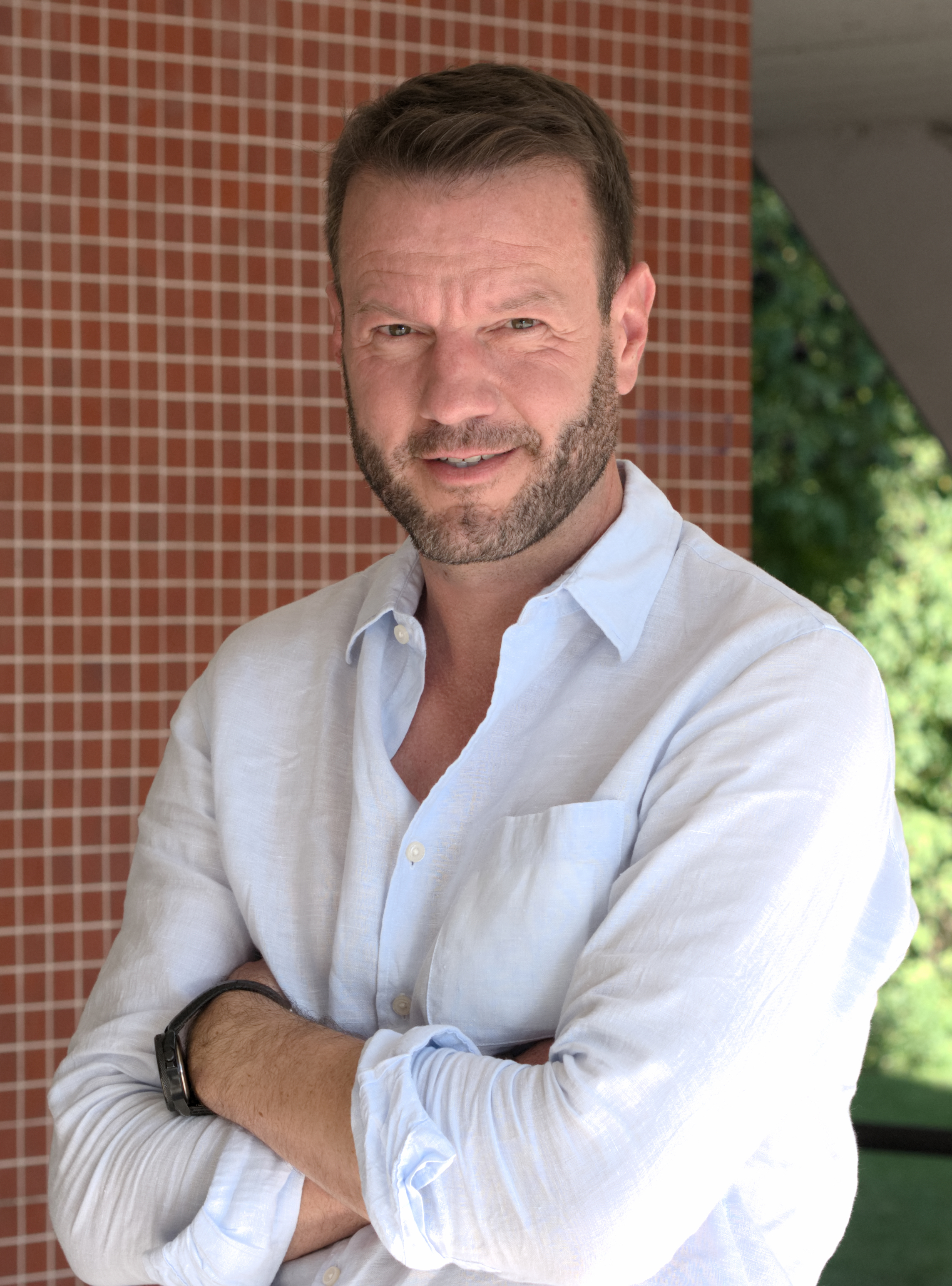
Florian Schwiecker (* 1972)

- Schwiecker, Sebastian (* 1989), deutscher Schauspieler, Synchronsprecher und Moderator
- Schwieder, Johann Caspar (1766–1840), deutscher Bürgermeister und Abgeordneter
- Schwieder, Karl Jacob (1835–1889), deutscher Bürgermeister, Mitglied des Provinziallandtages der Provinz Hessen-Nassau
- Schwieder, Sabine (* 1961), deutsche Journalistin und Buchautorin
- Schwiedeßen, Hellmuth (1903–1974), deutscher Hochschullehrer und Ingenieur für Industrieofenbau und Wärmetechnik
- Schwiedrzik, Wolfgang (* 1940), deutscher Dramaturg und Publizist
- Schwiegelshohn, Uwe (* 1958), deutscher Elektroingenieur
- Schwieger, Anna-Liese (1899–1974), deutsche Lehrerin, Politikerin (DDR-CDU) und Frauenrechtlerin
- Schwieger, Dirk (* 1978), deutscher Comic-Zeichner
- Schwieger, Dorle, deutsche Hockeyspielerin
- Schwieger, Frank (* 1968), deutscher Jugendbuchautor und LehrerFrank Schwieger (* 1968)

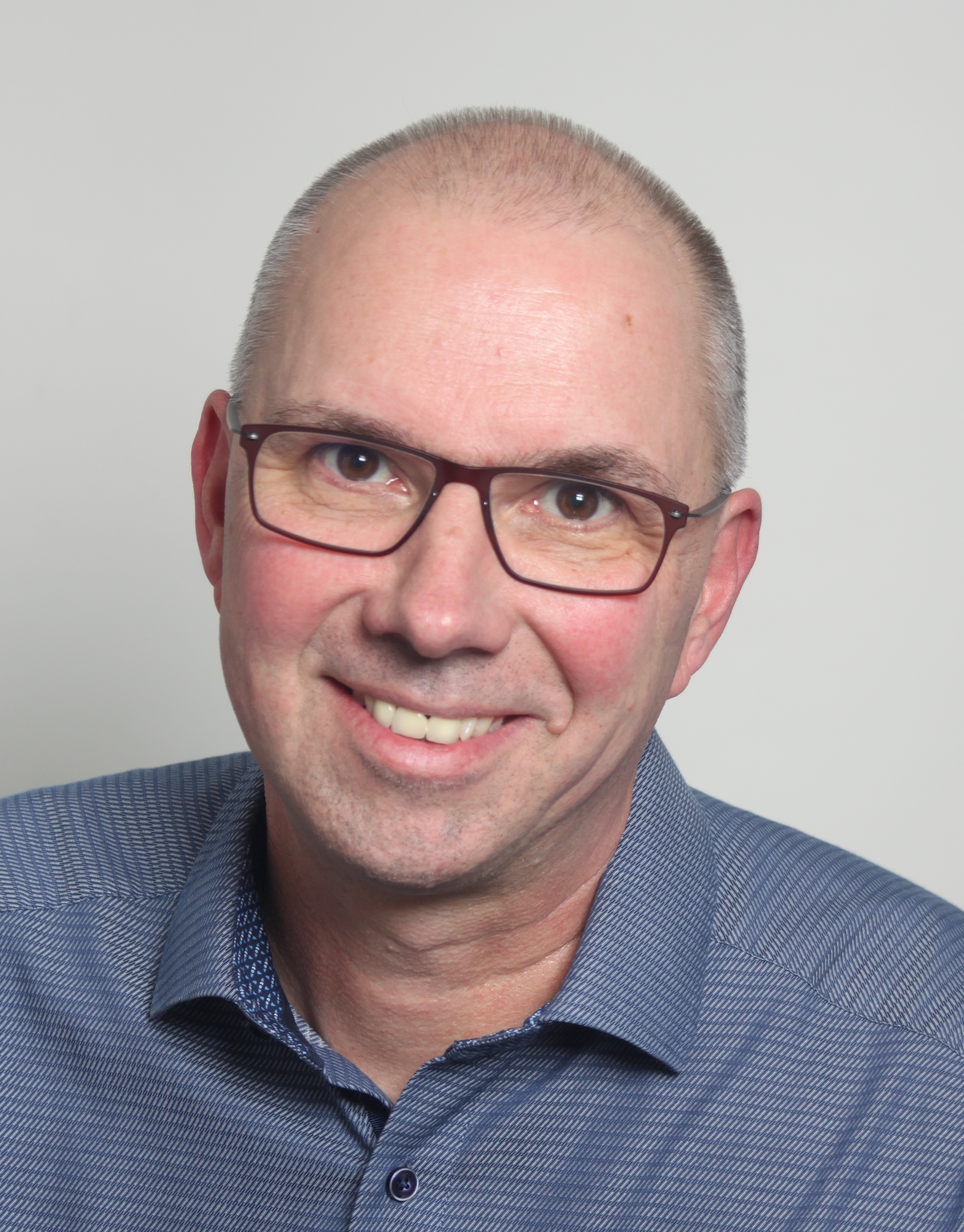
Frank Schwieger (* 1968)

- Schwieger, Hans (1906–2000), deutsch-amerikanischer Dirigent
- Schwieger, Hansjochen (* 1945), deutscher Architekt
- Schwieger, Heinrich (1846–1911), deutscher Bauingenieur und Manager im Siemens-Konzern
- Schwieger, Hermann (1908–1976), deutscher Politiker (SPD), MdL
- Schwieger, Jacob, deutscher Lyriker und Schäferdichter der Barockzeit
- Schwieger, Jens-Peter (* 1949), deutscher Gewerbelehrer und Politiker (SPD), MdHB
- Schwieger, Max (1884–1945), deutscher Politiker (DVP), MdL
- Schwieger, Paul (1850–1904), deutscher Lehrer und Philologe
- Schwieger, Peter (* 1952), deutscher Orientwissenschaftler und Professor für Tibetologie an der Universität Bonn
- Schwieger, Walther (1885–1917), deutscher MarineoffizierWalther Schwieger (1885–1917)

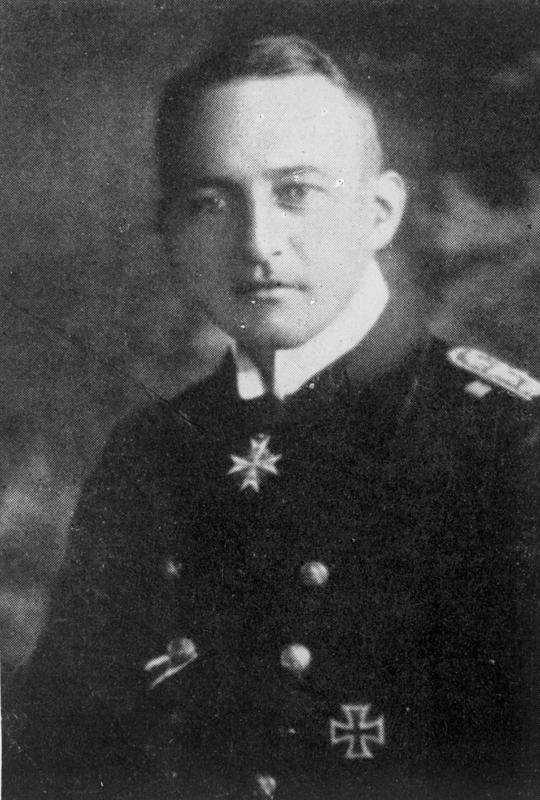
Walther Schwieger (1885–1917)

- Schwieger-Uelzen, Heinrich (1902–1976), deutscher Grafiker und Maler
- Schwiegk, Herbert (1906–1988), deutscher Internist, Hochschullehrer und Kreislaufforscher
- Schwiekowski, Anke (* 1966), deutsche Schauspielerin und Theaterpädagogin
- Schwien, Karl (1894–1961), deutscher Wasserbau- und Brückenbau-Ingenieur sowie kommunaler Baubeamter
- Schwien, Steffen (* 1992), deutscher Künstler
- Schwienbacher, Freddy (* 1975), italienischer Skilangläufer
- Schwienbacher, Patrick (* 1982), italienischer Rennrodler
- Schwienhorst-Schönberger, Ludger (* 1957), deutscher Universitätsprofessor für Alttestamentliche Bibelwissenschaft an der Universität Wien
- Schwiening, Adolf (1847–1916), deutscher Architekt und kommunaler Baubeamter
- Schwiening, Friedrich (1851–1935), deutscher Landschaftsrat und Landschaftssyndikus; Bürgermeister der Stadt Aurich
- Schwienke, Ingrid (* 1948), deutsche Sprecherin und Schauspielerin
- Schwientek, Norbert (1942–2011), deutscher Schauspieler
- Schwientek, Siggi (* 1952), deutscher Schauspieler
- Schwier, Bernhard (1936–2019), deutscher Fußballspieler
- Schwier, Hans (1926–1996), deutscher Politiker (SPD), MdL, Minister
- Schwier, Helmut (* 1959), deutscher Theologe und Hochschullehrer
- Schwier, Jürgen (* 1959), deutscher Sportwissenschaftler, Hochschullehrer
- Schwier, Karl (1842–1920), deutscher Redakteur und Fotograf
- Schwier, Marcus (* 1964), deutscher bildender Künstler mit Schwerpunkt Fotografie
- Schwier, Walter (1916–1978), deutscher Politiker (SPD), MdL und Kommunalbeamter
- Schwier, Werner (1907–1971), deutscher Kriegsverbrecher und Gründer des Kamp Erika
- Schwier, Werner (1921–1982), deutscher Schauspieler und Fernsehmoderator
- Schwieren-Höger, Ulrike (* 1951), deutsche Buchautorin und Journalistin
- Schwiering, Heinrich (1860–1948), deutscher Genre-, Porträtmaler und Landschaftsmaler der Düsseldorfer Schule
- Schwiers, Ellen (1930–2019), deutsche Schauspielerin
- Schwiers, Holger (* 1947), deutscher Schauspieler und Synchronsprecher
- Schwiers, Jasmin (* 1982), deutsche SchauspielerinJasmin Schwiers (* 1982)

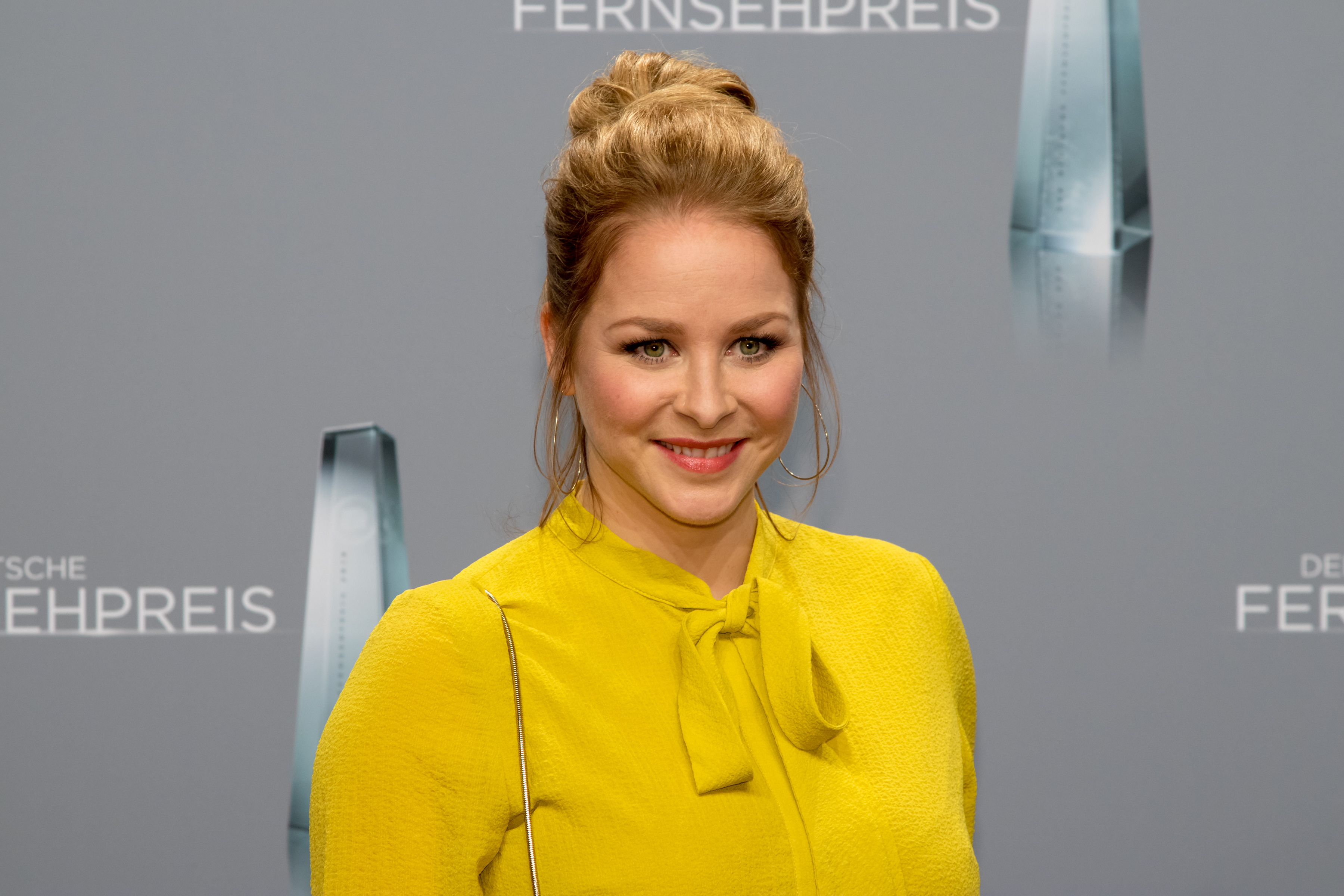
Jasmin Schwiers (* 1982)

- Schwiers, Lutz (1904–1983), deutscher Schauspieler
- Schwierske, Gerald (* 1950), deutscher Fußballspieler
- Schwierske, Theresa (* 1990), deutsche Schauspielerin
- Schwierz, Israel (* 1943), deutscher Hauptschulrektor
- Schwierz, Matthias (* 1984), deutscher Inline-Speedskater und Eisschnellläufer
- Schwierzina, Tino (1927–2003), deutscher Politiker (SPD), MdA
- Schwierzke, Wolfgang (* 1937), deutscher Fußballspieler
- Schwiesau, Berthold, Stifter
- Schwiesau, Hermann (* 1937), deutscher Diplomat
- Schwiete, Herbert (1918–1994), deutscher Politiker (CDU), Bürgermeister von Paderborn
- Schwietering, Julius (1884–1962), deutscher Germanist und Volkskundler
- Schwietering, Rudolf (* 1952), deutscher Behindertensportler
- Schwietert, Stefan (* 1961), Schweizer Dokumentarfilmer
- Schwiethal, Heinrich (1918–1995), deutscher Offizier
- Schwietz, Lorenz (1850–1925), Königlich Preußischer Scharfrichter (1900–1914)Lorenz Schwietz (1850–1925)

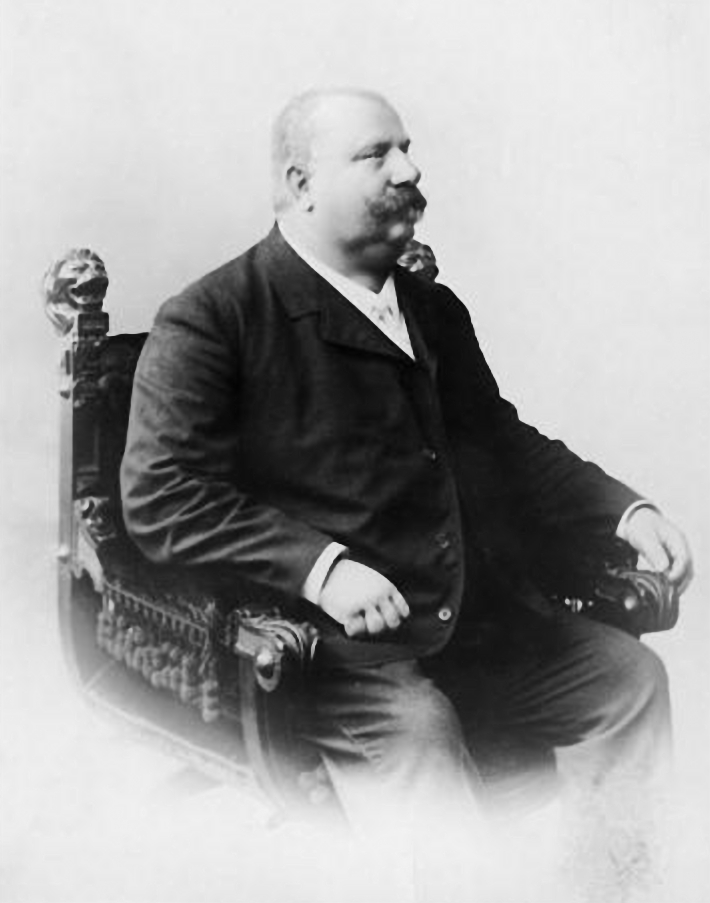
Lorenz Schwietz (1850–1925)

- Schwietz, Roger Lawrence (* 1940), US-amerikanischer Ordensgeistlicher, Alterzbischof von Anchorage
- Schwietzer, Dietmar (1958–1977), deutsches Todesopfer der Berliner Mauer
- Schwietzer, Doreen (* 1972), deutsche Politikerin (AfD), MdL
- Schwietzer, Wilhelm (1910–1955), deutscher Landwirt, Todesopfer des DDR-Grenzregimes vor dem Bau der Berliner Mauer
- Schwietzke, Bruno (* 1896), deutscher Schriftsteller
- Schwietzke, Günther (1903–1991), deutscher Metallurg, Unternehmer und Hochschullehrer
- Schwietzke, Paul (* 1952), deutscher Künstler

### Schwig
- Schwigon, Hildegard (1930–1989), deutsche Politikerin (CDU)

### Schwik
- Schwikart, Georg (* 1964), deutscher evangelischer Theologe, Journalist und Autor

### Schwil
- Schwilden, Frédéric (* 1988), deutscher Journalist und Schriftsteller
- Schwilden, Helmut (1949–2015), deutscher Mediziner
- Schwilge, Andreas († 1688), deutscher Komponist und Organist
- Schwilgué, Jean-Baptiste (1776–1856), französischer Uhrenbauer
- Schwilk, Heimo (* 1952), deutscher Journalist und Autor
- Schwill, Ernst-Georg (1939–2020), deutscher SchauspielerErnst-Georg Schwill (1939–2020)
- Schwill, Michael (* 1962), deutscher Maler

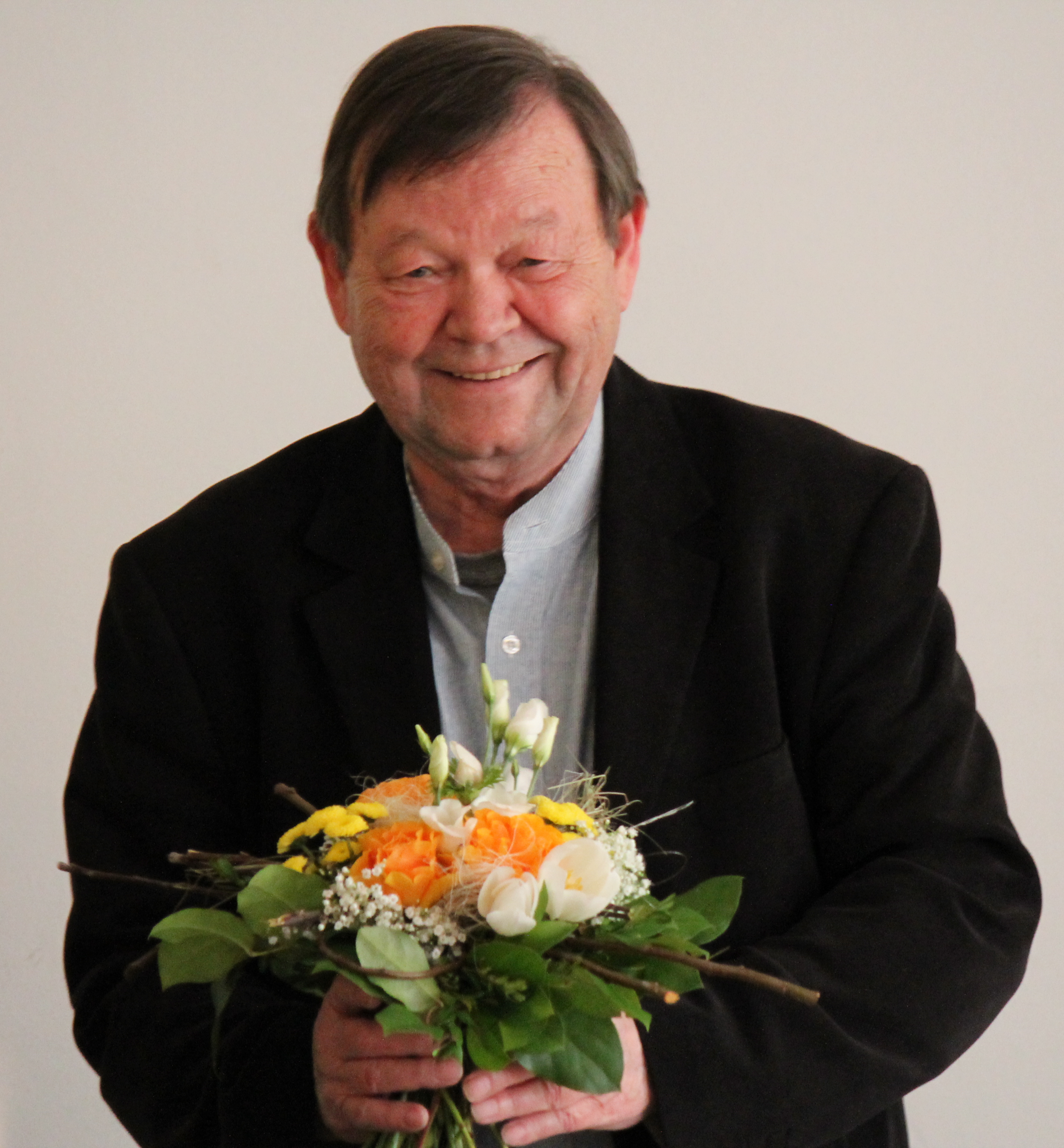
Ernst-Georg Schwill (1939–2020)

- Schwille, Kurt (* 1915), deutscher Fußballspieler
- Schwille, Petra (* 1968), deutsche Biophysikerin
- Schwillus, Harald (* 1962), katholischer Theologe

### Schwim
- Schwimann-Pichler, Ebba (1930–2019), österreichische Schriftstellerin
- Schwimbeck, Fritz (1889–1977), deutscher Maler und Grafiker
- Schwimmbeck, Peter (* 1941), deutscher Eishockeyspieler
- Schwimmer, David (* 1966), US-amerikanischer SchauspielerDavid Schwimmer (* 1966)

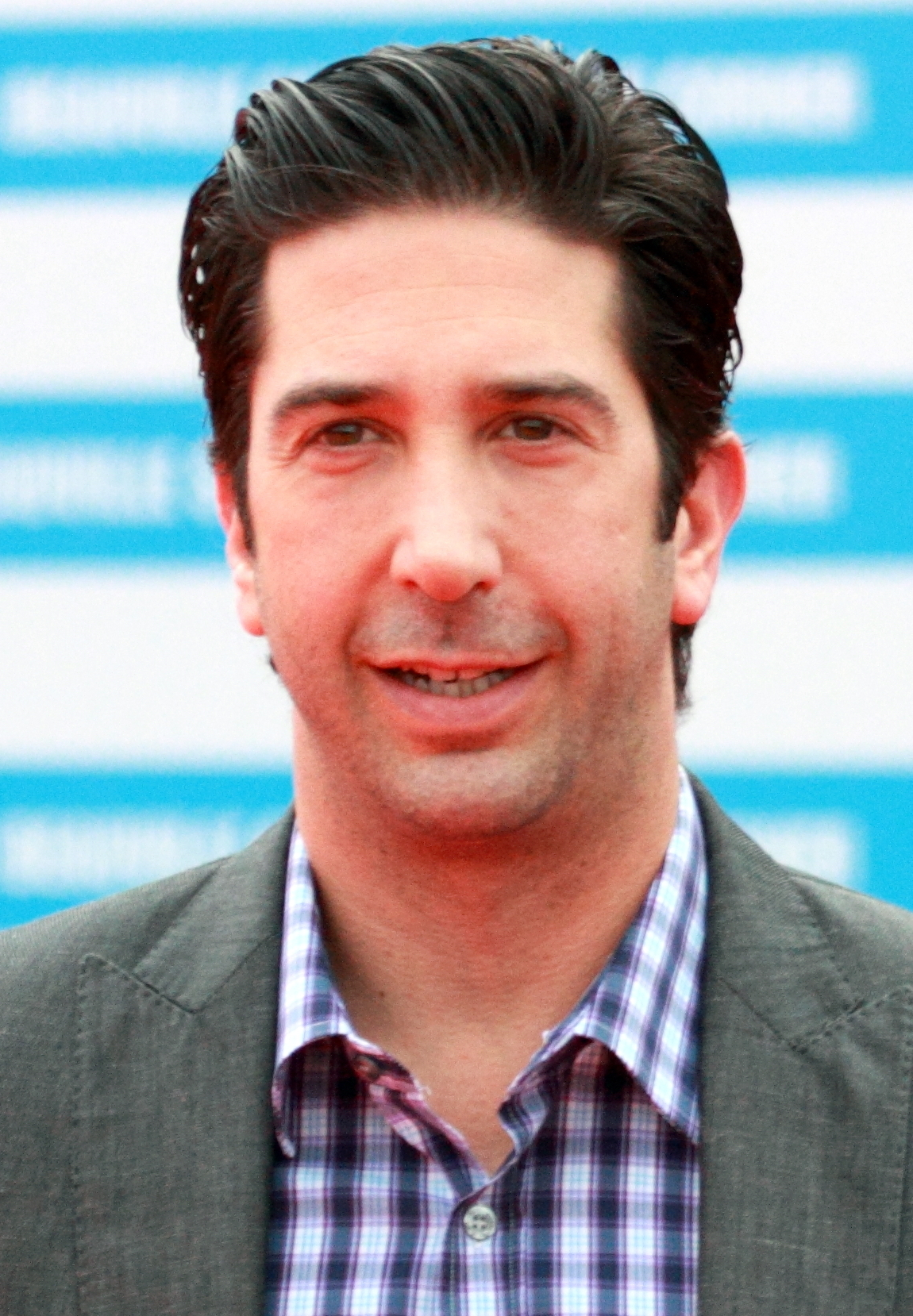
David Schwimmer (* 1966)

- Schwimmer, Ernst Ludwig (1837–1898), ungarischer Dermatologe
- Schwimmer, Eva (1901–1986), deutsche Malerin, Graphikerin und Lyrikerin
- Schwimmer, Franz (1907–1976), deutscher Maler und Zeichner
- Schwimmer, Jakob (* 1949), deutscher Politiker (CSU) und MdL
- Schwimmer, Max (1895–1960), deutscher Maler, Grafiker und Illustrator
- Schwimmer, Rob (* 1955), US-amerikanischer Jazz- und Improvisationsmusiker und Filmkomponist
- Schwimmer, Rosika (1877–1948), ungarische Frauenrechtlerin und Pazifistin
- Schwimmer, Rusty (* 1962), US-amerikanische Schauspielerin
- Schwimmer, Tommy (* 1988), deutscher Schauspieler
- Schwimmer, Walter (1942–2025), österreichischer Politiker (ÖVP), Abgeordneter zum Nationalrat, Generalsekretär des Europarats

### Schwin
- Schwind, Christoph (* 1949), deutscher Kommunalpolitiker
- Schwind, Fred (1929–2004), deutscher Historiker
- Schwind, Fritz (1913–2013), österreichischer Rechtswissenschaftler
- Schwind, Hans-Dieter (1936–2025), deutscher Jurist und Politiker (CDU)
- Schwind, Hermann (1923–2009), deutscher Ingenieur und Hochschullehrer
- Schwind, Joachim (* 1976), deutscher Kommunalrechtler
- Schwind, Joseph (1851–1927), katholischer Priester, Domkapitular, Seelenführer der Heiligen Edith Stein
- Schwind, Kai (* 1976), deutscher Autor und Produzent von Hörspielen
- Schwind, Martin (1906–1991), deutscher Geograph
- Schwind, Moritz von (1804–1871), österreichischer MalerMoritz von Schwind (1804–1871)

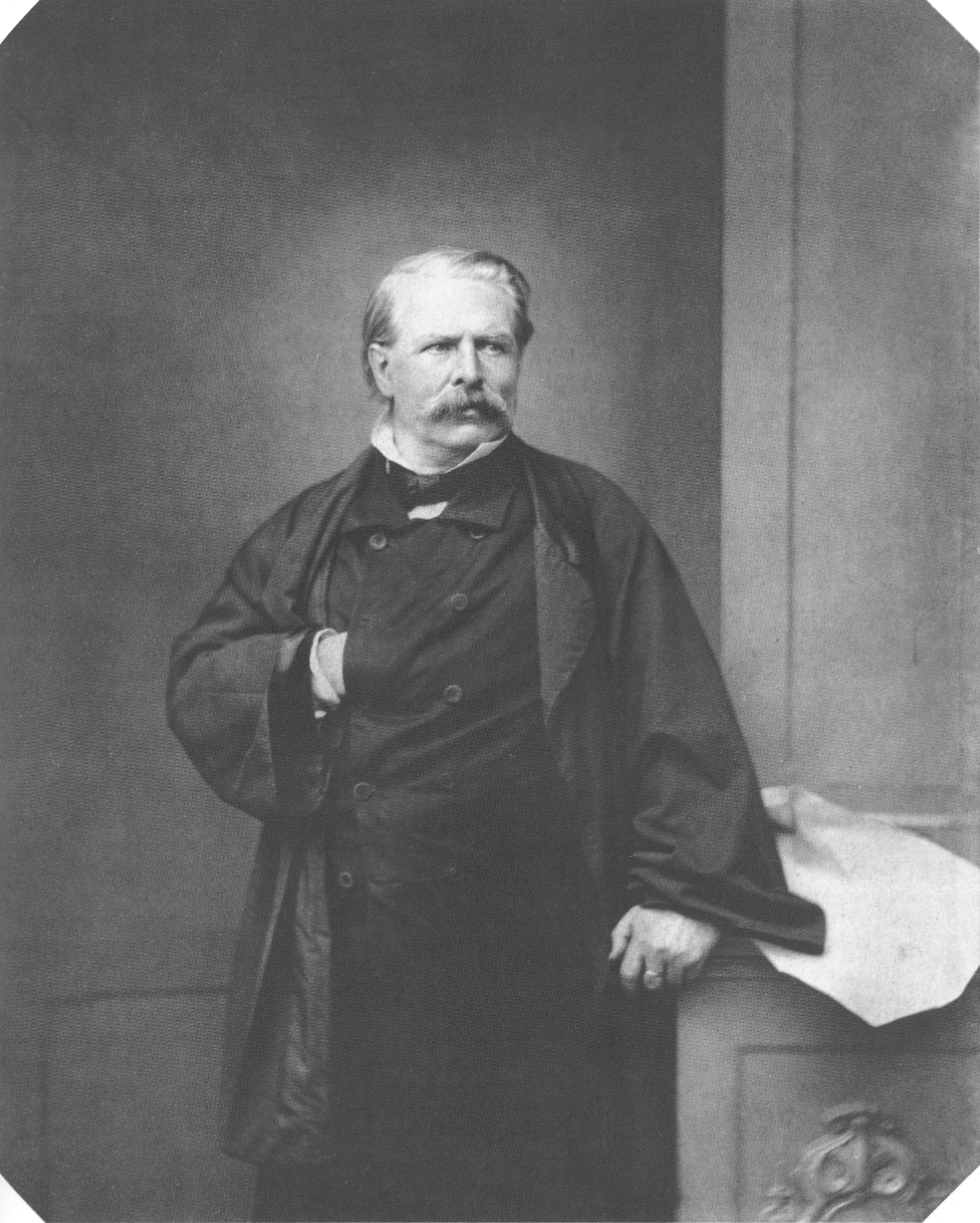
Moritz von Schwind (1804–1871)

- Schwind, Natascha (* 1971), deutsche Fußballspielerin
- Schwind, Olga (1887–1979), deutsche Musikerin und Pionierin der Historischen Aufführungspraxis
- Schwind, Vinzenz (1910–1974), deutscher Politiker (CSU, Überparteiliche Einheitsliste), Oberbürgermeister von Aschaffenburg
- Schwind, Wolfgang von (1879–1949), österreichisch-deutscher Sänger (Bass) und Schauspieler
- Schwindel, Bernhard (1787–1856), österreichischer Zisterzienser und Abt
- Schwindel, Georg Jakob (1684–1752), deutscher evangelischer Theologe und Historiker
- Schwinden, Ted (1925–2023), US-amerikanischer Politiker
- Schwindl, Friedrich (1737–1786), niederländischer Komponist und Musiker
- Schwindler, Renate (* 1983), deutsche Eisstockschützin
- Schwindling, Josef (1912–1957), deutscher Künstler
- Schwindrazheim, Johann Ulrich (1737–1813), deutscher Geistlicher und Dichter
- Schwindrazheim, Oskar (1865–1952), deutscher Maler, Kunstschriftsteller und Heraldiker
- Schwindsackl, Ernest (* 1954), österreichischer Politiker (ÖVP), Mitglied des Bundesrates
- Schwindsackl, Markus, österreichischer Antiquitätenhändler
- Schwindt, Gary (* 1961), deutsch-kanadischer Eishockeyspieler
- Schwindt, Hanns (1921–1989), deutscher Manager
- Schwindt, Ingmar (* 1977), deutscher Pianist
- Schwindt, Jürgen Paul (* 1961), deutscher Klassischer Philologe
- Schwindt, Peter (* 1964), deutscher Journalist und Schriftsteller
- Schwindt, Rainer (* 1965), deutscher römisch-katholischer Theologe
- Schwindt, Walter (1902–1969), deutscher Bauarbeiter und Politiker (KPD), MdR
- Schwineköper, Berent (1912–1993), deutscher Archivar und Historiker
- Schwing, Anna-Lena (* 1996), deutsche Schauspielerin
- Schwing, Carl Georg (1778–1858), deutscher Jurist und Bürgermeister von Stralsund
- Schwing, Erwin (* 1951), deutscher Bauingenieur
- Schwing, Hans-Elmar (* 1972), deutscher Schachspieler
- Schwing, Max (1857–1909), deutscher Verwaltungsjurist und Politiker
- Schwing, Roland (1949–2017), deutscher Kommunalpolitiker
- Schwing, Siegfried (* 1962), deutscher Boxer
- Schwinge, Erich (1903–1994), deutscher Rechtswissenschaftler und HochschullehrerErich Schwinge (1903–1994)

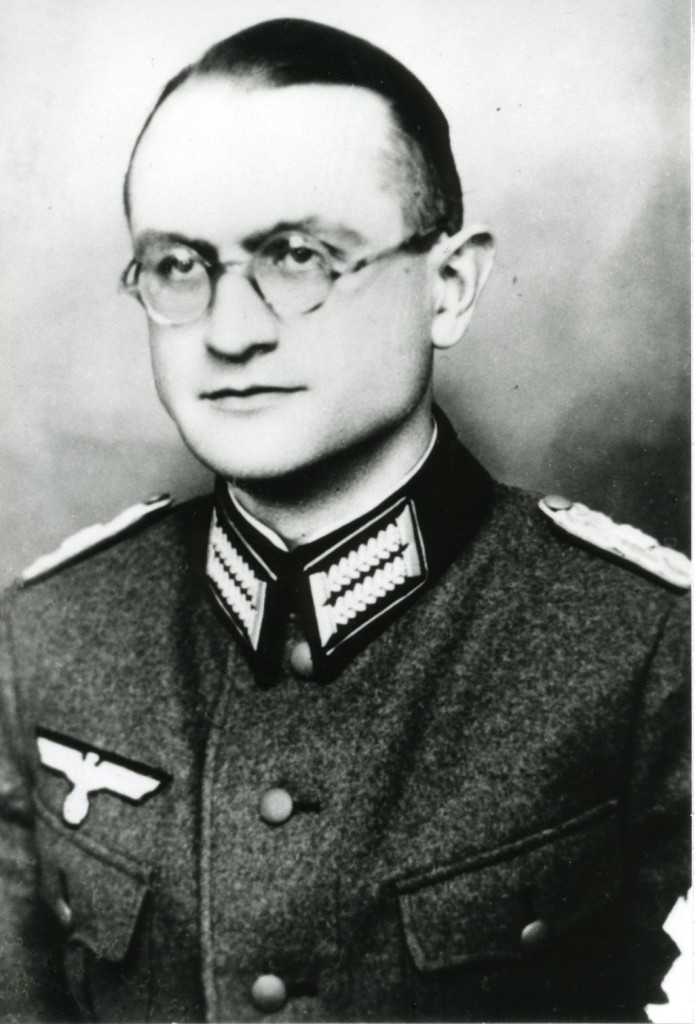
Erich Schwinge (1903–1994)

- Schwinge, Ernst-Richard (* 1934), deutscher Altphilologe
- Schwinge, Friedrich (1852–1913), deutscher Maler
- Schwinge, Gerhard (* 1934), deutscher Kirchenhistoriker und Bibliothekar
- Schwinge, Ulli (* 1955), deutscher Komponist und Schlagersänger
- Schwingel, Ralph (* 1955), deutscher Filmproduzent
- Schwingel, Sascha (* 1971), deutscher Filmproduzent, Manager
- Schwingeler, Stephan (* 1979), deutscher Kunsthistoriker, Medienwissenschaftler, Hochschullehrer, Kurator
- Schwingen, Peter (1813–1863), deutscher Genre- und Porträtmaler der Düsseldorfer Malerschule
- Schwingenschlögl, Fabian (* 1991), deutscher Schwimmer
- Schwingenschlögl, Paul (* 1958), österreichischer Musiker und Komponist
- Schwingenstein, Alfred (1919–1997), deutscher Jurist
- Schwingenstein, August (1881–1968), deutscher Journalist, Verleger und Politiker (CSU), MdL
- Schwingenstein, Christoph (* 1945), deutscher Klassischer Archäologe, Lexikonredakteur, Verleger, Erbe und Unternehmer
- Schwinger, Julian Seymour (1918–1994), US-amerikanischer PhysikerJulian Seymour Schwinger (1918–1994)

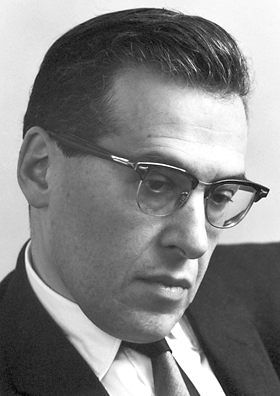
Julian Seymour Schwinger (1918–1994)

- Schwinger, Wolfram (1928–2011), deutscher Intendant und Musikschriftsteller
- Schwinges, Rainer Christoph (* 1943), deutsch-schweizerischer Historiker
- Schwinghammer, Frank (* 1914), deutsch-kanadischer Eishockeyspieler und -trainer
- Schwinghammer, Fritz, deutscher Pianist und Musikpädagoge
- Schwinghammer, Georg (1916–1999), deutscher Journalist
- Schwinghammer, Helmut (1940–2011), deutscher Jurist
- Schwinghammer, Maïa (* 2001), kanadische Freestyle-Skisportlerin
- Schwinghammer, Peter (* 1960), deutscher Skispringer
- Schwinghammer, Sepp (* 1950), deutscher Skispringer
- Schwinghammer, Wilhelm (* 1977), deutscher Opernsänger (Bass)
- Schwingl, Fritzi (1921–2016), österreichische Kanutin
- Schwingruber Ilić, Corina (* 1981), Schweizer Filmregisseurin und Editorin
- Schwingruber, Anton (* 1950), Schweizer Politiker (CVP)
- Schwingshackl, Erich (* 1970), italienischer Koch
- Schwingshackl, Monika (* 1972), italienische Biathletin
- Schwink, Otto (1883–1959), deutscher Offizier und Brauereidirektor
- Schwinke, Karl (1950–2024), deutscher Politiker (SPD), MdHB
- Schwinkendorf, Jörn (* 1971), deutscher Fußballspieler
- Schwinkowski, Arthur (1908–1994), deutscher Politiker (CDU), MdL
- Schwinkowski, Walter (1884–1938), deutscher Numismatiker und Historiker
- Schwinn, Andreas (1920–2008), deutscher Oboist
- Schwinn, Florian (* 1954), deutscher Journalist, Hörfunkmoderator und Nonfiktion-Autor
- Schwinn, Frank (* 1967), deutscher Gitarrist
- Schwinn, Georg Adolf (1815–1892), pfälzischer Unternehmer und Politiker
- Schwinn, Ignaz (1860–1948), deutscher Unternehmer und Gründer des Fahrradherstellers Schwinn & Company
- Schwinn, Monika (1942–2019), deutsche Krankenschwester, politische Geisel
- Schwinn, Thomas (* 1959), deutscher Soziologe
- Schwinn, Wilhelm (1897–1967), deutscher Politiker (NSDAP), MdR
- Schwinner, Josef (1875–1932), österreichischer Politiker (CSP), Landtagsabgeordneter, Mitglied des Bundesrates
- Schwinner, Robert (1878–1953), österreichischer Geologe und Geophysiker
- Schwinning, Edelgard (1930–2016), deutsche Sportpädagogin, Hochschullehrerin
- Schwinning, Herbert (1940–1996), deutscher Fußballspieler
- Schwinning, Wilhelm (1874–1955), deutscher Metallurg
- Schwint, Robert (1928–2011), französischer Politiker (PS), Mitglied der Nationalversammlung
- Schwinté, Pierre (1922–2000), französischer Fußballschiedsrichter und -funktionär
- Schwintowski, Hans-Peter (* 1947), deutscher Rechtswissenschaftler

### Schwip
- Schwippel, Tim-Niklas (* 1995), deutscher Leichtathlet und Ultramarathonläufer
- Schwipper, Ilse (1937–2007), deutsche militante Kommunardin
- Schwippert, Hans (1899–1973), deutscher Architekt und Hochschullehrer
- Schwippert, Jan, deutscher Pokerspieler
- Schwippert, Knut (* 1965), deutscher Erziehungswissenschaftler
- Schwippert, Kurt (1903–1983), deutscher Bildhauer
- Schwipps, Heinz (1915–2006), deutscher Fußballspieler und -trainer
- Schwipps, Werner (1925–2001), deutscher Sachbuchautor

### Schwir
- Schwirten, Joshua (* 2002), deutscher Fußballspieler
- Schwirtz, Ansgar (* 1959), deutscher Sportwissenschaftler und Hochschullehrer
- Schwirtz, Herbert (1929–2024), deutscher Politiker (SPD), MdL

### Schwis
- Schwister, Johann (1862–1921), deutscher Architekt und Bauunternehmer
- Schwister, Karl (* 1954), deutscher Chemiker, Herausgeber und Autor
- Schwister, Wilhelm (1878–1947), deutscher Jurist, Präsident des OLG Düsseldorf

### Schwit
- Schwitalla, Max (* 2000), deutscher Fußballspieler
- Schwitalle, Karl (1906–1945), deutscher Gewichtheber
- Schwiter, Karin (* 1977), Schweizer Politikerin (SP)
- Schwittau, Sandra (* 1969), deutsche Schauspielerin, Autorin und Synchronsprecherin
- Schwittay, René (* 1978), deutscher Schauspieler
- Schwitter, Monique (* 1972), Schweizer Schriftstellerin und SchauspielerinMonique Schwitter (* 1972)

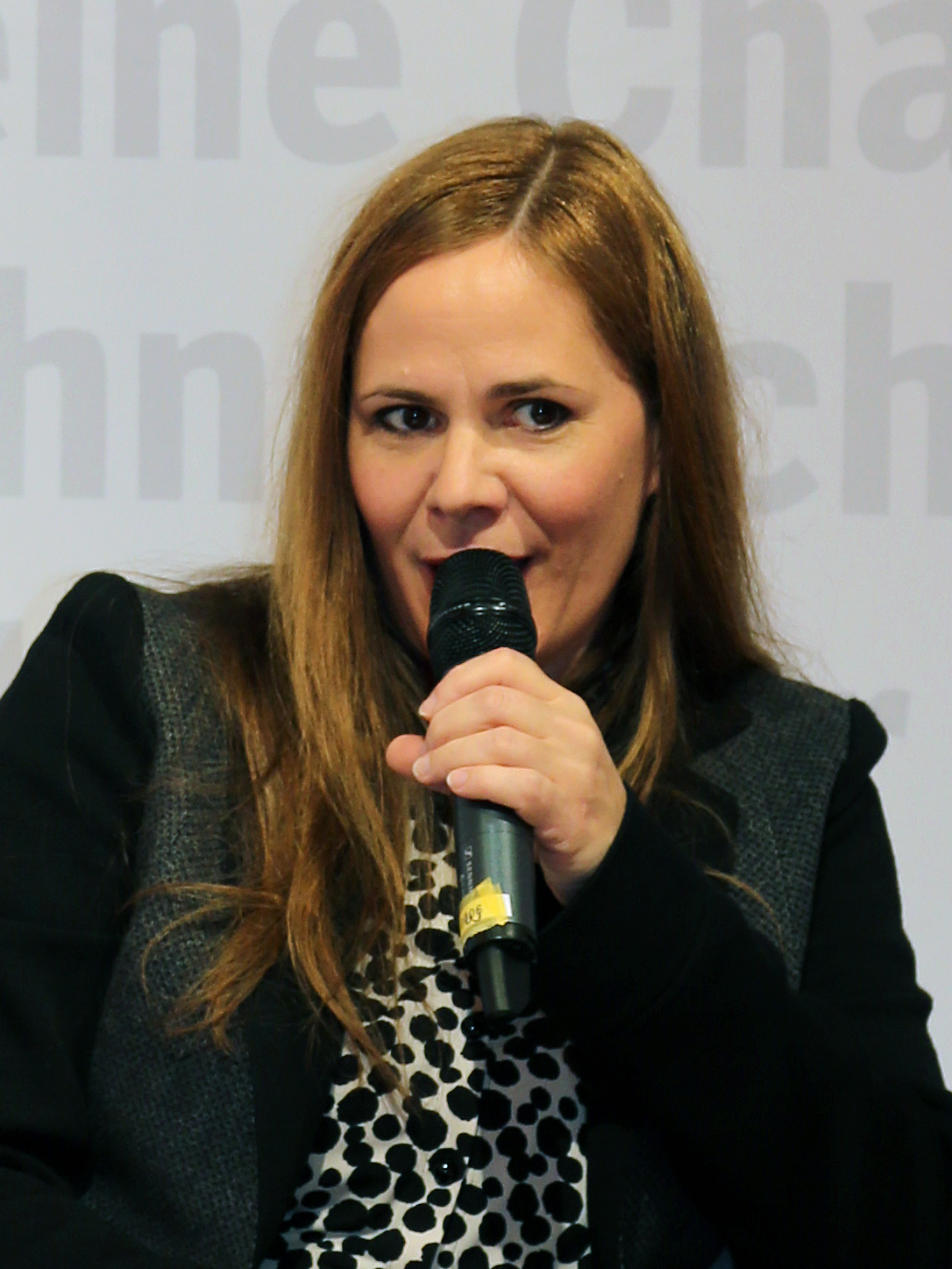
Monique Schwitter (* 1972)

- Schwitters, Kurt (1887–1948), deutscher Maler, Werbegrafiker und Universalkünstler des DadaismusKurt Schwitters (1887–1948)

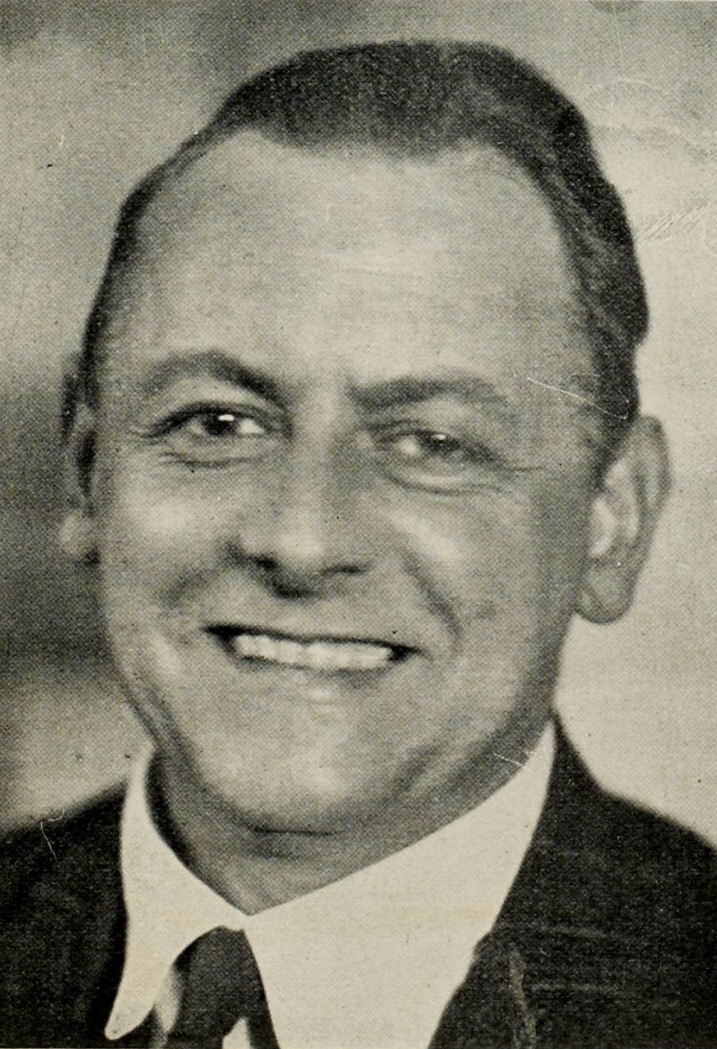
Kurt Schwitters (1887–1948)

- Schwitters, Rolf (1913–1989), deutscher Politiker (DP), MdBB
- Schwitters, Roy (1944–2023), US-amerikanischer Physiker
- Schwitzen, Christoph von (1755–1796), österreichischer Verwaltungsbeamter
- Schwitzen, Sigmund von (1747–1834), österreichischer Verwaltungsbeamter
- Schwitzer von Bayersheim, Ludwig (1839–1919), österreichischer Offizier
- Schwitzer, Christoph (* 1973), deutscher Primatologe und Naturschützer
- Schwitzgebel, Bernd (* 1965), deutscher Badmintonspieler
- Schwitzgebel, Fritz (1888–1957), deutscher Politiker (NSDAP), MdR und Oberbürgermeister von Saarbrücken
- Schwitzgebel, Helmut (1925–1997), deutscher Bibliothekar und Landeshistoriker
- Schwitzgebel, Paulina (1889–1963), deutsche Funktionärin der NS-Frauenschaft
- Schwitzguébel, Adhémar (1844–1895), Schweizer Anarchist
- Schwitzke, Heinz (1908–1991), deutscher Autor und Redakteur

### Schwiz
- Schwizer, Michael (* 2001), Schweizer Unihockeyspieler
- Schwizer, Pius (* 1962), Schweizer Springreiter
- Schwizgebel, Georges (* 1944), Schweizer Animationsfilmer